# غريغ بروكس
غريغ بروكس (بالإنجليزية: Greg Brooks)‏ هو لاعب كرة قدم أمريكية أمريكي، ولد في 16 ديسمبر 1980 في نيو أورلينز في الولايات المتحدة.

## وصلات خارجية
- غريغ بروكس على موقع مرجع كرة القدم المحترفة.كوم (الإنجليزية)